# Julius Keye
Julius Keye (Toccoa, 5 settembre 1946 – Marietta, 13 settembre 1984) è stato un cestista statunitense, professionista nella ABA.

## Carriera
Venne selezionato dai Boston Celtics all'ottavo giro del Draft NBA 1968 (102ª scelta assoluta) e, nuovamente, al terzo giro del Draft NBA 1969 (38ª scelta assoluta).
Il 14 Dicembre 1972 fa registrare il record di sempre in ABA per il maggior numero di stoppate in una singola partita con 12, record poi pareggiato il 6 Gennaio 1974 da Caldwell Jones.

## Palmarès
- ABA All-Defensive Team: 2

1973, 1974
- Maggior numero di rimbalzi difensivi in stagione ABA: (1970-1971)
- ABA All-Star Game: 1

1971
- Quattordicesimo migliore rimbalzista di sempre ABA
- Settimo per numero di stoppate di sempre ABA
- Quarto migliore giocatore di sempre per stoppate a partita ABA in regular season (2,2 stoppate a partita)